# Besonderes elektronisches Behördenpostfach
Das besondere elektronische Behördenpostfach (beBPo) ist ein elektronisches Postfach für Behörden, das auf der EGVP-Infrastruktur basiert. Es stellt in erster Linie einen sicheren Übermittlungsweg für die elektronische Kommunikation mit den Gerichten und Gerichtsvollziehern dar, ermöglicht aber auch die Kommunikation mit anderen Teilnehmern des elektronischen Rechtsverkehrs (ERV).
Anders als bei der bloßen Nutzung von EGVP kann bei einem beBPo für die sichere Übermittlung auf eine qualifizierte elektronische Signatur verzichtet werden (eine einfache Signatur ist jedoch erforderlich). Die sichere Übermittlung, die in § 130a ZPO und anderen Verfahrensgesetzen genannt ist, bezieht sich gerade auf die Authentifizierung des Absenders der Nachricht.

## Funktionsweise
Die Software, mit der Nachrichten über das beBPo versendet werden, verfügt wie ein E-Mail-Programm über einen Post-Eingang und einen Post-Ausgang. Technisch gesehen handelt es sich aber nicht um E-Mail-Kommunikation. Zur Anwendung kommt ein Online Services Computer Interface (OSCI), ein speziell abgesicherter Kommunikationsstandard, der ursprünglich eigens für Behörden entwickelt wurde.
An die Nachricht wird automatisch eine Transportsignatur angebracht. Mit Hilfe des Prüfprotokolls sowie des Transfervermerks kann der Empfänger die Herkunft der Nachricht aus einem beBPo überprüfen.
Durch Nutzung eines besonderen Adressbuchs – den SAFE-Verzeichnisdienst (Secure Access to Federated E-Justice/E-Government) – und den Einsatz von Verschlüsselung werden insbesondere die Ziele der
- Authentifizierung der Kommunikationspartner, der
- Integrität des Nachrichteninhalts und der
- Vertraulichkeit der Kommunikation

sichergestellt. Für die Verschlüsselung wird ein sogenanntes Postfach-Zertifikat verwendet.
Anders als bei E-Mail können also nicht beliebige Kommunikationspartner beBPo-Nachrichten versenden, sondern nur solche, die besonders identifiziert und in das SAFE-Verzeichnis aufgenommen worden sind.
Innerhalb der EGVP-Infrastruktur können Teilnehmer untereinander kommunizieren. Das gilt derzeit für:
- das besondere elektronische Anwaltspostfach (beA – seit 2016)
- das besondere elektronische Notarpostfach (beN – seit 2018)
- das besondere elektronische Bürger- und Organisationenpostfach (eBO – seit 01.06.2022 verfügbar[11])
- EGVP-Postfächer z. B. der Gerichte und der Gerichtsvollzieher (seit 2004)
- De-Mail Postfächer (seit 2012, Kommunikation mit EGVP-Teilnehmern mit Hilfe eines Konverters[12])

## Einrichtung
Die Behörde beantragt die Identifizierung und Freischaltung des Postfaches bei der beBPo-Prüfstelle des Landes bzw. der entsprechenden Stelle des Bundes bei Bundesbehörden (§ 7 Abs. 1 ERVV). Die beBPo-Prüfstelle hat die Aufgabe, den Antrag auf Einrichtung eines besonderen elektronischen Behördenpostfachs entgegenzunehmen, die Identität des Einreichers zu überprüfen und das Postfach in einem SAFE-Verzeichnisdienst einzutragen (§ 6 Abs. 1 Nr. 3 ERVV). Außerdem müssen ein Postfach-Zertifikat und ein VHN-Zertifikat (vertrauenswürdiger Herkunftsnachweis) erstellt und in die beBPo-Software importiert werden. Der vertrauenswürdige Herkunftsnachweis dient zum Nachweis, dass eine Nachricht aus einem bestimmten Postfach versandt wurde. Die Bereitstellung des VHN-Zertifikats erfolgt durch die Bundesnotarkammer. Das Postfach-Zertifikat dient der Verschlüsselung und kann selbst erstellt werden (nicht laut IT.Niedersachsen). Die Behörde oder juristische Person des öffentlichen Rechts muss außerdem diejenigen natürlichen Personen bestimmen, die Zugang zum beBPo der Behörde erhalten sollen, und stellt ihnen das Postfach-Zertifikat und das Zertifikatpasswort zur Verfügung (§ 8 Abs. 1 ERVV).

## Technische Anforderungen an Dokumente und Beschränkungen
Dokumente, die im elektronischen Rechtsverkehr versandt werden, müssen die Vorgaben der Elektronischer-Rechtsverkehr-Bekanntmachung erfüllen. Es können PDF-Dateien in den Varianten PDF 2.0, PDF/A-1, PDF/A-2, PDF/UA und Bilder im Format TIFF Version 6 verwendet werden.
Anzahl und Volumen elektronischer Dokumente, die in einer Nachricht gesandt werden, sind seit 01.01.2023 wie folgt begrenzt:
- höchstens 1.000 Dateien
- höchstens 200 Megabyte

Die Bekanntmachung beruht rechtlich auf § 5 ERVV.

## Unterschied von EGVP und beBPo
Das beBPo und EGVP nutzen beide den Verzeichnisdienst SAFE und sind grundsätzlich funktionsgleich. Der wesentliche Unterschied besteht in der Authentifizierung des Absenders bei Nutzung des beBPo. Das EGVP erhält für die entsprechende Unterscheidung in SAFE die Rolle „egvp_behoerde“, das beBPo die Rolle „egvp_bebpo“.
Die Umwandlung eines bestehenden EGVP in ein beBPo ist technisch möglich, wenn der vertrauenswürdige Herkunftsnachweis nachgereicht wird.

## Nutzungspflicht für Behörden
Deutsche Behörden und juristische Personen des öffentlichen Rechts sind seit dem 1. Januar 2022 verpflichtet am elektronischen Rechtsverkehr (ERV) teilzunehmen, das heißt sie müssen Dokumente an Gerichte und Gerichtsvollzieher auf elektronischem Weg senden (§ 130d ZPO, § 14b FamFG, § 46g ArbGG, § 65d SGG, § 52d FGO, § 55d VwGO, § 753 Abs. 5 ZPO). Eine Möglichkeit dazu stellt das besondere elektronische Behördenpostfach dar, neben der Nutzung von beispielsweise De-Mail.Die DE-Mail Erreichbarkeitspflicht für Behörden entfällt durch OZG 2.0 Änderungsgesetz im Sommer 2024  (keine Nennung einer DE-Verpflichtung in der Fortschreibung-Änderung des §2 egovernmentGesetzes). Die Justiz empfiehlt neben der Verpflichtung für Behörden die Verwendung des beBPo, da es alle fachlichen Anforderungen abbildet und auf die Anbringung von qualifizierten elektronischen Signaturen verzichtet werden kann. In diesem Fall muss es aber von der verantwortenden Person einfach signiert sein (vgl. zum Beispiel § 130a Abs. 3 Satz 1 ZPO). Behörden, die berechtigt sind, Ordnungswidrigkeiten zu verfolgen, sind ohnehin immer verpflichtet, ein besonderes elektronisches Behördenpostfach einzurichten.

## Rechtliche Grundlagen
Seit 1.1.2018 sind in § 6 Elektronischer-Rechtsverkehr-Verordnung (ERVV) die Anforderungen an das besondere elektronische Behördenpostfach geregelt. Diese Verordnung gilt für die Übermittlung elektronischer Dokumente an die Gerichte der Länder und des Bundes sowie die Bearbeitung elektronischer Dokumente durch diese Gerichte nach § 130a der Zivilprozessordnung, § 46c des Arbeitsgerichtsgesetzes, § 65a des Sozialgerichtsgesetzes, § 55a der Verwaltungsgerichtsordnung und § 52a der Finanzgerichtsordnung. Sie gilt ferner nach Maßgabe des Kapitels 5 für die Übermittlung elektronischer Dokumente an Strafverfolgungsbehörden und Strafgerichte der Länder und des Bundes nach § 32a der Strafprozessordnung sowie die Bearbeitung elektronischer Dokumente (§ 1 ERVV).
In der ERVV finden sich außerdem Regelungen zu:
- Umgang mit dem Zertifikat und Zertifikatspasswort
- Vorgaben zur Regelung, wer Zugang zum beBPo hat
- Pflicht zur Mitteilung von Änderungen des Namens oder Sitzes
- Löschung nach dem Ende der Berechtigung zur Nutzung des beBPo
- Barrierefreiheit im Sinne der Barrierefreie-Informationstechnik-Verordnung

## Verfügbare Software
Folgende Software ist für den Betrieb eines beBPo verfügbar:
- FP Mentana-Gateway (Mentana-Claimsoft AG)
- ProDESK Framework Version 3.0 (procilon IT-Logistics GmbH)
- COM Vibilia (Governikus GmbH & Co. KG)